# K'an B'alam I
K'an B'alam I, anche riportato come Kan Bahlam o Chan Balaam (18 settembre 524 – 3 febbraio 583), è stato un ajaw della città-Stato Maya di Palenque.

## Biografia
Prese il trono l'8 aprile 572 all'età di 47 anni e lo tenne fino alla morte. Era probabilmente il fratello minore del suo predecessore, Ahkal Mo' Naahb II, e il figlio di K'an Joy Chitam I. Fu il primo sovrano della dinastia a usare il titolo di K'inich («radioso»).